# Philipp Lahm
Philipp Lahm (ur. 11 listopada 1983 w Monachium) – niemiecki piłkarz, który występował na pozycji obrońcy. Złoty medalista Mistrzostw Świata 2014, brązowy medalista Mistrzostw Świata 2006, 2010, srebrny medalista Mistrzostw Europy 2008. W latach 2004–2014 reprezentant Niemiec. Uczestnik Mistrzostw Europy 2004, 2012. Zdobywca Ligi Mistrzów UEFA z Bayernem Monachium w sezonie 2012/2013.

## Kariera klubowa
Philipp Lahm do 1995 roku trenował w klubie FT Gern München. Następnie grywał w młodzieżowych drużynach Bayernu Munchen, a w sezonie 2001/2002 zaczął grywać w rezerwach bawarskiego zespołu. Przez dwa sezony rozegrał dla nich 63 ligowe pojedynki i strzelił trzy gole.
Latem 2003 roku Lahm został wypożyczony do VfB Stuttgart. W jego barwach 3 sierpnia w wygranym 2:0 wyjazdowym meczu z Hansą Rostock zadebiutował w Bundeslidze. Pierwszego gola strzelił natomiast 3 kwietnia 2004 roku, a VfB pokonał wówczas VfL Wolfsburg 5:1. Stuttgart w końcowej tabeli zajął czwarte miejsce, a Lahm w linii obrony grywał najczęściej z takimi zawodnikami jak Zvonimir Soldo, Fernando Meira i Andreas Hinkel. W kolejnym sezonie niemiecki zawodnik zadebiutował w Pucharze UEFA, natomiast w Bundeslidze „Die Schwaben” uplasowali się na piątej lokacie.
W lipcu 2005 roku Lahm powrócił do Bayernu, jednak początkowo leczył kontuzję więzadła krzyżowego. Ligowy debiut zanotował dopiero 19 listopada, kiedy to podczas wygranego 2:1 spotkania z Arminią Bielefeld zmienił w 63. minucie Bixente Lizarazu. W sezonie 2005/2006 w obronie Bayernu grali najczęściej Willy Sagnol, Lúcio, Valérien Ismaël oraz Martín Demichelis, jednak po wyleczeniu swojego urazu Lahm coraz częściej występował w wyjściowej jedenastce. Monachijska drużyna wywalczyła mistrzostwo oraz Puchar Niemiec, a podczas kolejnych rozgrywek Lahm jako jedyny zawodnik swojego klubu wystąpił we wszystkich 34 ligowych pojedynkach. Bayern w końcowej tabeli zajął jednak dopiero czwarte miejsce i zakwalifikował się do Pucharu UEFA. Z tych rozgrywek Bayern został wyeliminowany w półfinale przez późniejszych zdobywców pucharu – Zenit St. Petersburg. W lidze podopieczni Ottmara Hitzfelda radzili sobie jednak znacznie lepiej i sięgnęli po 21 w historii klubu tytuł mistrza kraju.
16 maja 2008 roku Lahm podpisał z Bayernem nowy kontrakt, który miał obowiązywać do 20 czerwca 2012 roku. 5 grudnia Niemiec strzelił gola w wygranym 2:1 meczu przeciwko TSG 1899 Hoffenheim, jednak ostatecznie to beniaminek Bundesligi dzięki lepszej sytuacji bramkowej zajął pierwsze miejsce po rundzie jesiennej ligowych rozgrywek.
4 lutego 2017 roku, w meczu ligowym przeciwko Schalke 04, zaliczył swój 500. występ dla Bayernu. Trzy dni później ogłosił zakończenie kariery piłkarskiej po zakończeniu sezonu 2016/2017. W sezonie 2016/2017 zdobył 5. z rzędu tytuł mistrza Niemiec z Bayernem Monachium. Po tym sezonie zakończył piłkarską karierę.

## Kariera reprezentacyjna
W 2003 roku Lahm rozegrał trzy mecze dla reprezentacji Niemiec do lat 21. W seniorskiej kadrze zadebiutował 18 lutego 2004 roku w wygranym 2:1 pojedynku z Chorwacją, kiedy to rozegrał pełne 90 minut i przez magazyn Kicker został wybrany najlepszym piłkarzem tych zawodów. Pierwszego gola dla zespołu narodowego zdobył 28 kwietnia tego samego roku w przegranym 1:5 towarzyskim spotkaniu przeciwko Rumunii rozegranym w Bukareszcie.
Następnie Lahm wystąpił na Mistrzostwach Europy 2004, na których Niemcy zostali wyeliminowani już w rundzie grupowej, w której zajęli trzecie miejsce. Dwa lata później gracz Bayernu wziął udział w Mistrzostwach Świata 2006. W inauguracyjnym meczu turnieju z Kostaryką Lahm już w 6. minucie wpisał się na listę strzelców strzelając tym samym pierwszą bramkę na tych mistrzostwach. Niemcy wywalczyli na tym mundialu brązowy medal, a Lahm został wybrany przez FIFA do Drużyny Gwiazd. W 2008 roku były zawodnik Stuttgartu został powołany przez Joachima Löwa do kadry na Euro 2008. Lahm wystąpił we wszystkich meczach rundy grupowej oraz ćwierćfinale i półfinale w pełnym wymiarze czasowym. W pojedynku 1/2 finału zdobywając gola w 90. minucie zapewnił Niemcom zwycięstwo z Turcją 3:2. W finałowym meczu przeciwko Hiszpanii zawodnik Bayernu po przerwie został zmieniony przez Marcella Jansena, a podopieczni Joachima Löwa przegrali 0:1 i zostali wicemistrzami Europy.
Przed rozpoczęciem Mistrzostw Świata 2010 Lahm został wybrany nowym kapitanem reprezentacji Niemiec. W roli tej zastąpił kontuzjowanego Michaela Ballacka. W turnieju zdobył brązowy medal. Wystąpił we wszystkich spotkaniach oprócz meczu z Urugwajem, przed którym zachorował. Asystował przy jednej bramce.
W 2014 zdobył złoty medal na Mistrzostwach Świata 2014.
18 lipca 2014 zakończył karierę reprezentacyjną.

## Sukcesy

### Bayern Monachium
- Klubowe mistrzostwa świata: 2013
- Liga Mistrzów: 2012/13
- Superpuchar Europy: 2013
- Mistrzostwo Niemiec: 2005/2006, 2007/2008, 2009/2010, 2012/2013, 2013/2014, 2014/2015, 2015/2016, 2016/2017
- Puchar Niemiec: 2005/2006, 2007/2008, 2009/2010, 2012/2013, 2013/2014, 2015/2016
- Superpuchar Niemiec: 2010, 2012, 2016
- Puchar Ligi Niemieckiej: 2007

### Reprezentacyjne
Mistrzostwa Świata
- Mistrzostwo: 2014
- 3. miejsce 2006, 2010

 Mistrzostwa Europy
- Wicemistrzostwo: 2008

## Działalność charytatywna
Philipp Lahm jest znany ze swojej działalności charytatywnej. W 2007 roku założył własną fundację „Philipp Lahm Stiftung”. Brał czynny udział w akcjach dotyczących AIDS i homofobii, był ambasadorem mistrzostw hokeja na lodzie, pracował również dla dzieci.

## Odznaczenia
- Srebrny Liść Laurowy (2006, 2010, 2014)[5][6]
- Bawarski Order Zasługi (2021)[7]